# Ingrid Ylva
Ingrid Ylva (Ingrid die Wölfin), auch Ingrid Ylva Sunesdotter (* um 1180; † 26. Oktober 1252 (?)), war eine schwedische Prinzessin aus dem Sverkergeschlecht (schwedisch: Sverkerskaätten), einem schwedischen Königshaus. Als Frau von Magnus Minnesköld von Bjälbo wurde sie zur Stammmutter der schwedischen Herrscherdynastie der Folkunger (schwedisch: Folkungaätten oder Bjälboätten), die eine Vielzahl hoher Würdenträger hervorbrachte.

## Herkunft

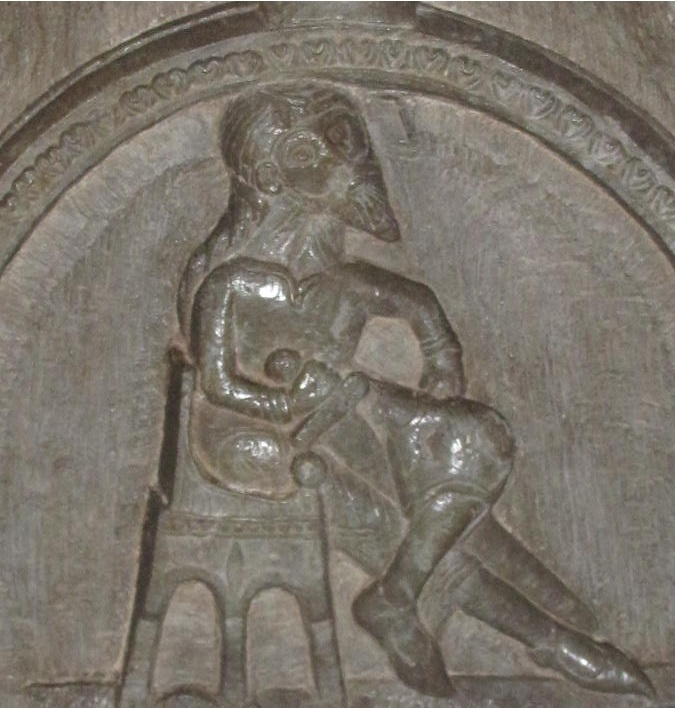
Traditionelle Darstellung von König Sverker I.

Ingrid Ylva Sunesdotter stammte aus dem Sverkergeschlecht (schwedisch: Sverkerskaätten), das auf Sverker I., König erst von Östergötland und dann von ganz Schweden (1130–1156), zurückgeht.
Das Haus der Sverker stand vier Generationen hindurch in einem – mit wechselndem Erfolg geführten – Kampf um die schwedische Krone mit dem Eriksgeschlecht, das auf Erik IX. Jedvardsson „den Heiligen“, König von Schweden (1156–1159), zurückgeht. 
Ingrid Ylva war eine Tochter des schwedischen Prinzen Sune Sik (* c. 1154), der – folgt man dem Werk des schwedischen Reformators und Historikers Olaus Petri (* 1493, † 1552) – ein jüngerer Sohn von Sverker I. (1130–1156) war. Diese Abstammung findet sich auch in den Europäischen Stammtafeln. 
Ingrids Großvater war demnach König Sverker I. von Schweden, der in zweiter Ehe mit der Prinzessin Ryksa (Rycheza) von Polen (* 1116, † nach 1155), einer Tochter von Boleslaw III. „Krzywousty“ (Schiefmund), Herzog von Polen (1102–1138) aus dem Haus der Piasten, verheiratet war. Durch dessen Mutter, die Prinzessin Judith von Franken (* 1054, † 1092/96), die jüngste Tochter des Römischen Kaisers Heinrich III. (1084–1106) mit Agnes von Poitou, stammte Ingrid Ylva auch von der Dynastie der Salier ab. 
Ingrid Ylva war daher mit den ersten Familien Europas verwandt.
Über ihre Mutter und allfällige Geschwister ist hingegen nichts bekannt.

## Leben

### In Verbannung
Ingrid Ylva entstammte zwar einer schwedischen Königsfamilie, wuchs jedoch nicht am Königshof auf, da ihre Familie nach der Ermordung ihres Großvaters Königs Sverker I. von Schweden 1156 die Krone an das rivalisierende Eriksgeschlecht verloren hatte. Obwohl ihr Onkel Karl VII. Sverkersson im Jahre 1160 die Krone wieder an das Haus der Sverker bringen konnte, ging diese schon im Frühjahr 1167 neuerlich an das Eriksgeschlecht verloren, als Knut I. Eriksson Ingrids Onkel Karl VII. auf Visingö überfallen und getötet hatte. 
Ingrid Ylva wuchs daher unter der Herrschaft des ihrer Familie feindlich eingestellten Knut I. Eriksson auf, der von 1167 bis 1196 als König von Schweden regierte, als Mitglied der entmachteten Dynastie in Verbannung vom Hof, in der Provinz Östergötland auf den Besitzungen ihrer Familie auf.

### Wieder Teil der Königsfamilie
Um 1195 heiratete sie Magnus Minnesköld von Bjälbo (Bjälboätten) und trat damit auch stärker in der Überlieferung auf. Durch ihre Ehe – die wohl von ihrem Vater arrangiert wurde – wurde Ingrid Ylva zur Schwägerin von Birger Brosa, der als Jarl (Herzog) in Schweden in der Zeit von 1174 bis 1202 der zweite Mann im Staat war.
Nach dem Tod von König Knut I. Eriksson am 8. April 1196 war der Thronfolger Erik XI. (Schweden) noch ein kleines Kind. Wohl nicht ohne Zutun Ingrid Ylvas gelang es ihrem Schwager Jarl Birger Brosa zu erreichen, dass ihr Cousin, Sverker Sverkersson aus seinem dänischen Exil zurückkehren und – als dritter seines Hauses – als König Sverker II. die Herrschaft im Königreich Schweden von 1196 bis 1210 übernehmen konnte.

### Erziehung der Kinder
Obwohl nunmehr wieder ihre eigene Familie an der Macht war, änderte sich nicht viel im Leben von Ingrid Ylva. Es gab zwar Auftritte am Hof ihres Cousins, ihre wichtigste Aufgabe war es jedoch, ihre eigenen Kinder, sowie die drei Kinder ihres Mannes aus dessen erster Ehe zu erziehen. Sie dürfte diese Aufgabe durchaus mit Erfolg bewältigt haben, da ihr ältester Stiefsohn Eskil Magnusson, († c. 1227), Lagman (Gesetzessprecher/Landrichter) in Västergötland wurde, ihr Stiefsohn Karl Magnusson und ihr Sohn Bengt Magnusson nacheinander Bischöfe von Linköping wurden, und ihr begabtester Sohn, Birger Jarl (* c. 1210, † 21. Oktober 1266), 1248 Reichsverweser des Königreiches Schweden, Gründer der Stadt Stockholm, und Stammvater der Dynastie der Folkunger wurde, die von 1250 bis 1387 als Könige von Schweden, 1380 bis 1387 als Könige von Norwegen und 1376 bis 1387 auch als Könige von Dänemark regierten.

### Kampf um die Macht
Der Protektor der Familie – Jarl Birger Brosa – verstarb im Jahre 1202. Schon im Jahr darauf kam es zum Streit mit dem übergangenen Thronerben Erik Knutsson und seinen Brüdern, die nach Norwegen gingen und von dort aus gegen die Herrschaft der Sverker agierten. Im Jahr 1205 kam es zur Schlacht bei Älgarås, in der König Sverker II., der Cousin von Ingrid Ylva, unterstützt vom Aufgebot ihres Mannes, Magnus Minnesköld siegreich blieb.
Drei Jahre später kam es neuerlich zum Kampf: In der Schlacht bei Lena (heute Kungslena in Västergötland) am 31. Januar 1208, unterlag König Sverker II. dem Heer seines Rivalen Erik Knutsson aus dem Eriksgeschlecht und musste nach Dänemark fliehen, worauf sich Erik Knutsson als Erik X. 1208 zum König von Schweden ausrufen ließ.
Ingrid Ylvas Mann Magnus fiel vermutlich in dieser Schlacht. Nicht ausgeschlossen ist jedoch, dass Magnus Minnesköld überlebte, mit Ingrids Cousin Sverker II. nach Dänemark ins Exil ging und erst in der entscheidenden Schlacht bei Gestilren am 17. Juli 1210 gemeinsam mit König Sverker II. fiel und sie dadurch zur Witwe machte. 

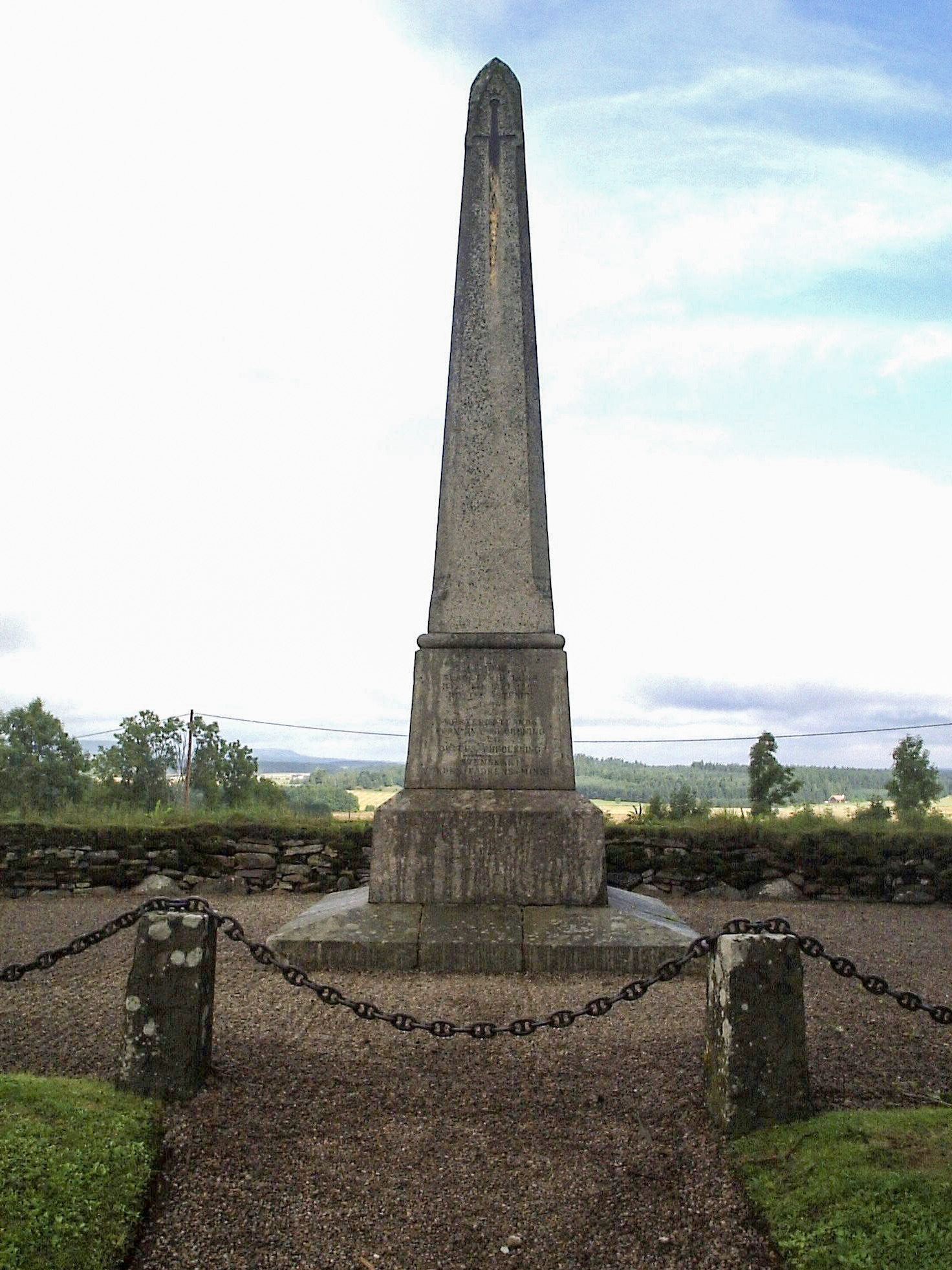
Denkmal für die Schlacht bei der Kirche von Kungslena, aufgestellt 1894

### Witwe in Bjälbo
Ingrid Ylva – Witwe und prominente Vertreterin des besiegten Sverkergeschlechts – blieb keine andere Wahl, als sich auf ihren Besitz in Bjälbo zurückzuziehen und sich von dort aus um die ausgedehnten Liegenschaften der Familie in Östergötland zu kümmern.
Das Städtchen Bjalbö und insbesondere der dortige Kirchturm wurde zu ihrem bevorzugten Aufenthalt: Sie stiftete der Pfarrkirche eine Glocke, ließ im Turm eine Wohnung einbauen, von der aus sie nicht nur die Messe hören, sondern in die sie sich auch in Zeiten der Gefahr zurückziehen konnte. 
Schließlich kam es zur Aussöhnung der rivalisierenden schwedischen Herrscherhäuser, indem Ingrid Ylva zustimmte, dass ihr Sohn Birger Magnusson 1235 Ingeborg Eriksdotter, eine Tochter von König Erik X. Knutsson von Schweden heiratete, obwohl dieser für den Tod ihres Mannes und ihres königlichen Vetters Sverker II. verantwortlich war. Nach dem Tod des letzten Königs aus dem Eriksgeschlecht, Erik XI. Eriksson, 1250 wurde ihr Enkel Waldemar Birgersson König von Schweden und ihr Sohn Birger Jarl zum Regenten von Schweden.

### Fortleben in der Legende
Über das Leben der Ingrid Ylva entwickelten sich verschiedene Legenden, in denen sie regelmäßig als weise Frau beschrieben wird, die die Weiße Magie beherrschte und diese für ihre Familie, aber auch zugunsten anderer Menschen nützte. Die Weiße Magie war damals eine seltene und hoch angesehene Kunst, da sie als oft einzige Möglichkeit gesehen wurde, die Ernte vor Schäden, Menschen und Tiere vor Krankheiten zu schützen, die Fruchtbarkeit zu sichern und die Zukunft zu erfahren. 

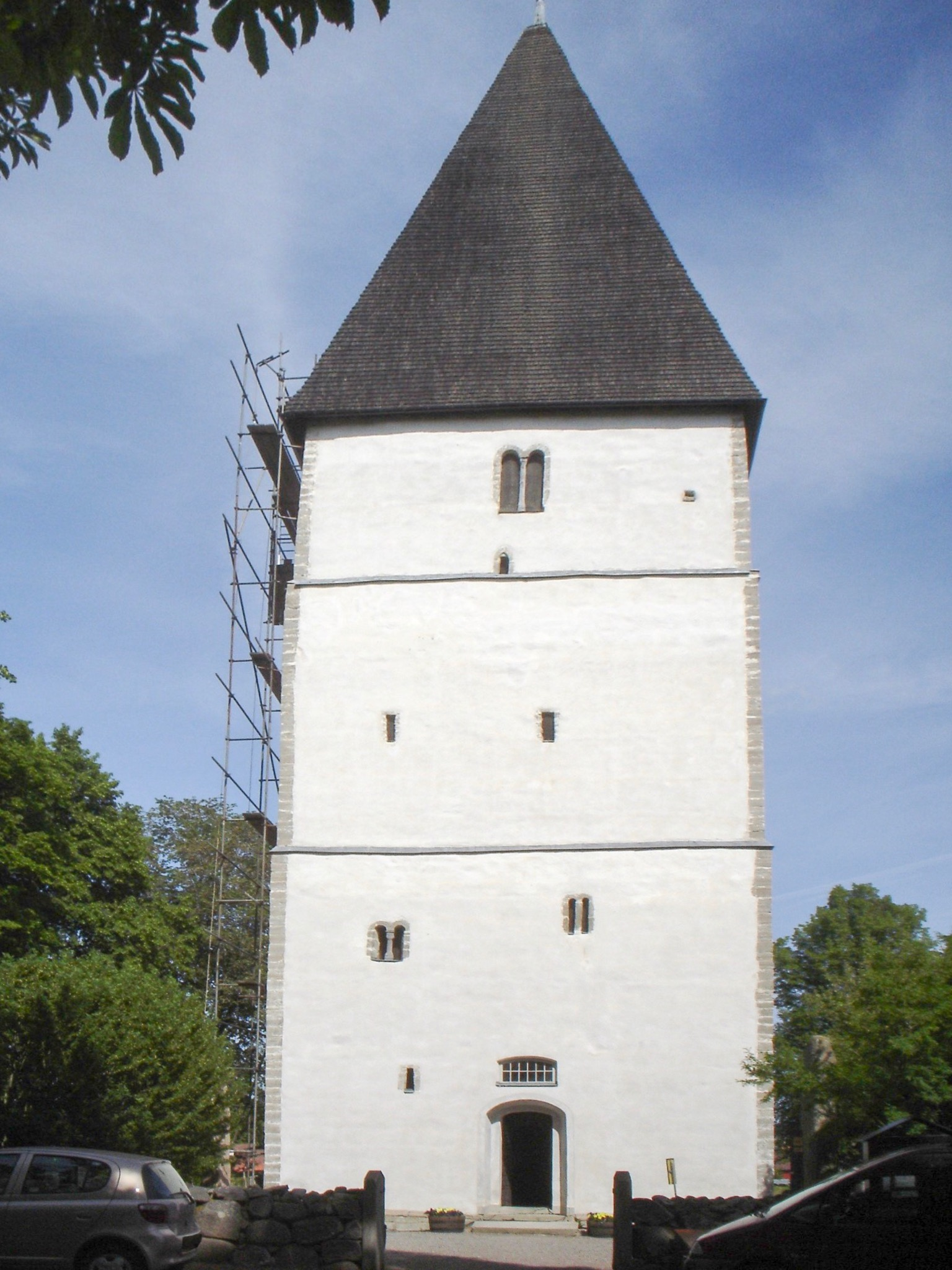
Der Kirchturm der Ingrid Ylva in Bjälbo

Von Ylva wurden verschiedene Legenden überliefert. So behauptet eine Legende, dass sie anlässlich einer Belagerung durch Feinde den von ihr geliebten Kirchturm bestieg, dort einen Federpolster aufschnitt und die Federn über das Land verstreute. Zum Staunen der belagernden Feinde sollen sich diese in gewappnete Ritter verwandelt haben, die die Feinde vertrieben. Besonders geschätzt wurde ihre Fähigkeit, die Zukunft vorherzusagen. So soll sie auf ihrem Totenbett vorhergesagt haben, dass ihre Nachkommen so lange regieren würden, wie ihr Kopf hochgehalten würde. 
Als traditionelles Sterbedatum wird der 26. Oktober 1252 angegeben, das jedoch nicht gesichert ist. Sie starb jedenfalls in Bjälbo zwischen 1250 und 1255. Nach der Legende ließ sie ihr Sohn, der Regent Birger Jarl – um den Bestand der Dynastie gemäß der Prophezeiung zu sichern – in aufrechter Stellung im Kirchturm von Bjälbo begraben, den sie zu Lebzeiten so sehr geschätzt hatte.
Bis heute steht der Turm der Pfarrkirche in Bjälbo, in dem sie angeblich begraben wurde, und hält die Erinnerung an Ingrid Ylva noch Jahrhunderte später am Leben.

## Ehe und Kinder
Ingrid Ylva heiratete um 1195 den schwedischen Hochadeligen und Landrichter Magnus Minnesköld, auch Magnus Minniskiöld genannt. (* ca. 1175, † wohl in der Schlacht bei Lena am 31. Januar 1208). Dessen Familie, die nach ihrem Stammsitz Bjälbo (heute in der Gemeinde Mjölby in Östergötland) als „Bjälbo-Geschlecht“ (schwedisch: Bjalboätten) bezeichnet wurde, ging in die Geschichte als Haus der Folkunger ein, ein Name, der auf den ersten bekannten Stammvater dieser Familie Folke den Dicken zurückgeht, der um 1100 lebte. 
Kinder:
- Bengt Magnusson (Bjälboätten) († 4. Januar 1237), folgte auf seinen Bruder Karl Magnusson als Bischof von Linköping (1220–1236)
- Birger Magnusson (Bjälboätten), genannt Birger Jarl (* ca. 1210, † 21. Oktober 1266), 1248 Reichsverweser des Königreiches Schweden Gründer der Stadt Stockholm ⚭ 1.) Ingeborg Eriksdotter, Prinzessin von Schweden († 17. Juni 1245), Tochter von König Erik X. Knutsson von Schweden (1208–1216) ⚭ 2.) 1261 Mechthild von Holstein (* 1220/25, † 1288 in Kiel); Witwe von König Abel von Dänemark (1250–1252), Tochter des Grafen Adolf IV. von Schauenburg und Holstein.

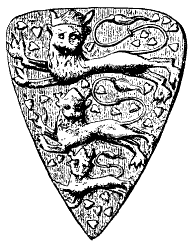
Valdemar Birgerssons Wappen

- Dessen Sohn Waldemar I. Birgersson (* 1243; † 26. Dezember 1302) wurde 1250 als Nachfolger seines Onkels mütterlicherseits – Erik XI. Eriksson, genannt „der Lispelnde und Lahme“ König von Schweden (1222–1250) – als erster seines Hauses der Bjälboätten – besser bekannt als Folkunger – König von Schweden (1250–1275)